# Swiss Leader Index
| Swiss Leader Index | Swiss Leader Index |
| Stammdaten         | Stammdaten         |
| ------------------ | ------------------ |
| Staat              | Schweiz            |
| Börse              | SIX Swiss Exchange |
| ISIN               | CH0030252883       |
| WKN                | 3025288            |
| Symbol             | SLI                |
| RIC                | .SLI               |
| Bloomberg-Code     | SLI                |
| Kategorie          | Aktienindex        |
| Typ                | Kursindex          |

Der Swiss Leader Index (SLI) ist ein schweizerischer Aktienindex. Er wird von der SIX Swiss Exchange (Schweizer Börse, Zürich) berechnet und publiziert. Der SLI wurde am 2. Juli 2007 lanciert. Er umfasst die 30 liquidesten und grössten Schweizer Aktientitel, welche im Gesamtmarktindex SPI enthalten sind.

## Diversifikation

Vergleich der Titelgewichtung in den beiden Indizes SLI und SMI (am 2. Juli 2007)

Der SLI wurde von der SIX als Alternative zum bestehenden Standardwerte-Index SMI lanciert. Der SMI besteht schon seit 1988 und wird von den Medien als Leitindex für den schweizerischen Aktienmarkt verwendet, so wie beispielsweise der DAX für den deutschen Aktienmarkt und der Dow Jones Industrial Average für den US-Aktienmarkt. Allerdings hat der SMI den Nachteil, dass die grössten fünf Titel im Index zusammen ein Gewicht von rund 70 % aufweisen. Somit haben Kursschwankungen bei den grössten Titeln übermässig grosse Auswirkungen auf den Index. Investoren, welche den SMI in ihrem Portfolio nachbilden möchten, sehen sich folglich mit dem Problem einer ungenügenden Diversifikation der Einzeltitelrisiken konfrontiert. Beim SLI hingegen wird die Gewichtung der grössten Indextitel gekappt (reduziert). Durch diese Reduktion der Gewichtung der grössten Titel erhöht sich das Gewicht der kleineren Titel, womit das Kursrisiko besser diversifiziert ist.

## UCITS-konforme Titelgewichtung im SLI
Die in Europa zum Vertrieb zugelassenen Investmentfonds müssen die Bestimmungen der OGAW-Richtlinie (Richtlinie 85/611/EWG betreffend bestimmte Organismen für gemeinsame Anlagen in Wertpapieren) einhalten. Artikel 22 der OGAW-Richtlinie stellt folgende Bedingungen:
- Das Gewicht eines einzelnen Titels im Investmentfonds darf maximal 10 % betragen.
- Einzeltitel, welche mehr als 5 % Gewicht haben, dürfen zusammen nicht mehr als 40 % der Gesamtgewichtung eines Investmentfonds ausmachen.

Der SLI erfüllt beide Bedingungen: Das Gewicht der grössten vier Titel wird auf je 9 % gekappt, und dasjenige der nachfolgenden Titel auf je 4,5 %. Da sich die Gewichtung laufend ändert, wird sie von der SIX alle drei Monate angepasst, falls notwendig auch zwischen diesen Kappungsterminen. Somit ist der SLI konform mit den OGAW-Bestimmungen, und europäische Investmentfonds können den Index direkt nachbilden.

## Bedeutung des SLI als Leitindex
Ob der SLI bei den Finanzmedien eine ähnliche Aufmerksamkeit wie der SMI erreichen wird, oder diesen sogar als Leitindex ablösen wird, ist ungewiss. Jahrelange Gewohnheiten ändern sich nur langsam, und die Bekanntheit des SLI bei der Bevölkerung ist noch bescheiden. Bereits zum Zeitpunkt der Lancierung haben jedoch verschiedene Finanzinstitute Börsengehandelte Fonds (ETF) und strukturierte Produkte emittiert, welche den SLI abbilden. Somit besteht auch für Privatanleger die Möglichkeit, den SLI nachzubilden und von seiner OGAW-konformen Titelgewichtung zu profitieren.

## Basisdatum
Der SLI wird seit Montag, 2. Juli 2007 in Echtzeit berechnet und publiziert. Um ihn mit anderen Indizes vergleichen zu können, ist der Index jedoch bis Ende 1999 zurückgerechnet worden, so dass schon heute eine mehrjährige Indexhistorie zur Verfügung steht. Der SLI ist per 30. Dezember 1999 (Basisdatum) normiert worden, mit einem Startwert von 1'000 Indexpunkten.

## Aufnahmekriterien
Für die Auswahl der dreissig SLI-Aktien dienen die im Gesamtmarktindex SPI enthaltenen Titel als Universum.
Die SPI-Aktien werden anhand der folgenden zwei Kennzahlen, welche zu je 50 % gewichtet werden, absteigend sortiert:
- Durchschnittliche Streubesitz-Marktkapitalisierung in CHF
- Kumulierter Umsatz in CHF (nur börsliche Abschlüsse werden berücksichtigt)

Die so entstehende Rangliste wird einmal pro Jahr, jeweils per letzten Handelstag im Juni, erstellt. Die Kennzahlen werden anhand der Daten des vorangehenden Jahres (1. Juli des Vorjahres – 30. Juni) berechnet. Grundsätzlich qualifizieren sich die obersten dreissig Titel auf dieser Rangliste für den SLI. Allerdings gibt es einen Toleranzbereich von +/- drei Titeln, um zu verhindern, dass sich die Indexzusammensetzung zu stark verändert. Diese Toleranzregelung dient somit zur Stabilisierung des Indexes. Die neue Indexzusammensetzung wird sodann am dritten Freitag im September, nach Handelsschluss, umgesetzt. An diesem Tag verfallen die Optionskontrakte an der Terminbörse EUREX, womit eine Anpassung bestehender SLI-Kontrakte während ihrer Laufzeit verhindert werden kann.

## Die grössten 5 Titel
| Aktie              | Anteil (30. Dez. 2016) | Anteil (21. Nov. 2024) |
| ------------------ | ---------------------- | ---------------------- |
| Novartis           | 9,38 %                 | 8,66 %                 |
| Nestlé             | 9,22 %                 | 8,48 %                 |
| Roche Genussschein | 9,15 %                 | 9,03 %                 |
| UBS                | 8,37 %                 | 9,26 %                 |
| ABB Namenaktie     | 4,52 %                 | --                     |
| Richemont          | --                     | 4,92 %                 |